# Туризм на Кубе

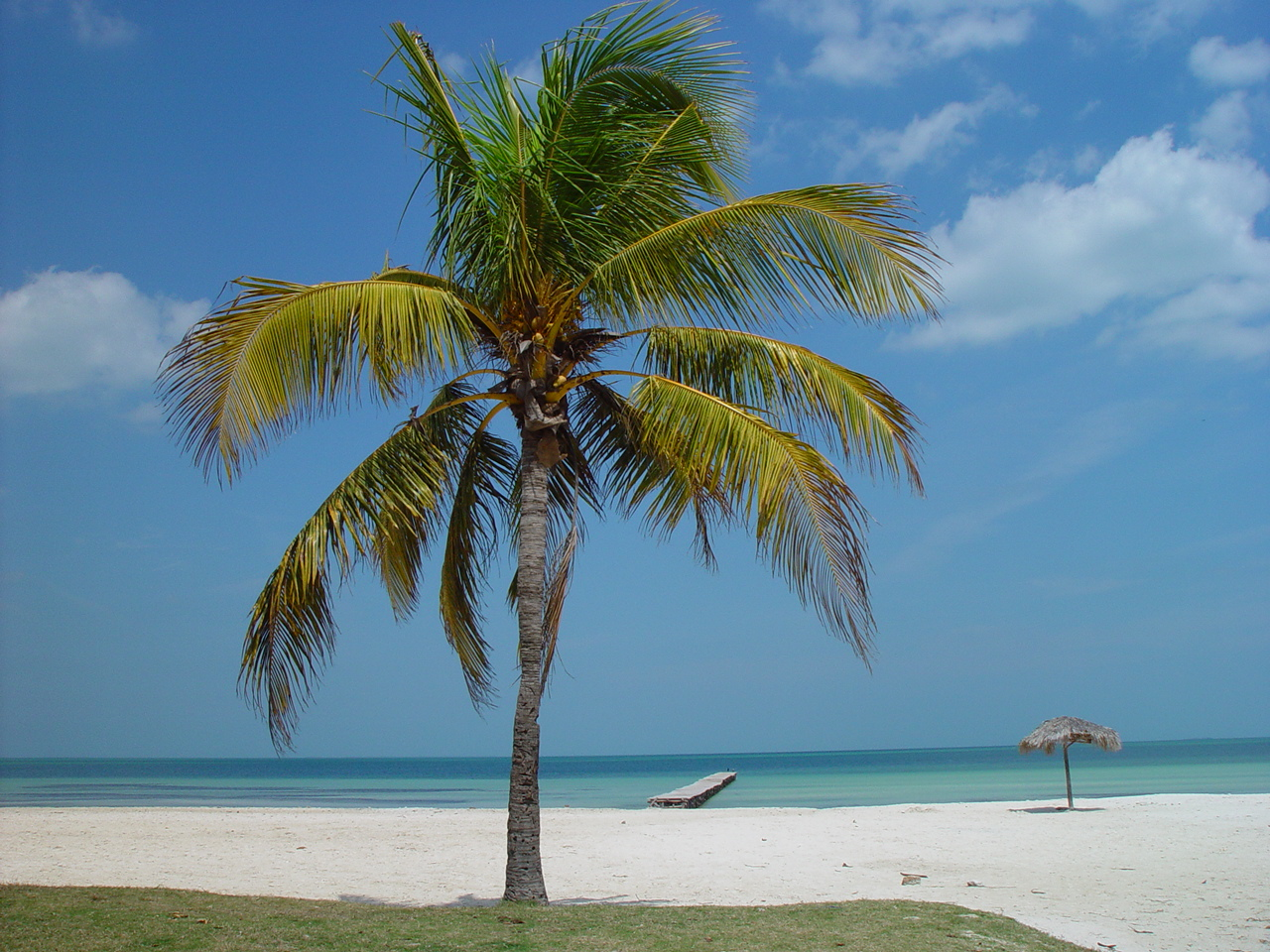
Типичный кубинский пляжный пейзаж

Туризм на Кубе ежегодно привлекает более 2 миллионов человек, и является одним из основных источников дохода для островного государства. В числе факторов, влияющих на популярность Кубы как места отдыха — высокая привлекательность её природных и историко-культурных рекреационных ресурсов.
После Кубинской революции 1959 года межгосударственные отношения Кубы и США значительно ухудшились; с 1960 года Соединённые Штаты запретили своим гражданам посещать «Остров Свободы» и установили эмбарго на торговлю с Кубой.
С 1960 по 1991 годы значительную экономическую поддержку Кубе оказывал Советский Союз. Свободные средства и ресурсы были направлены на развитие туристической инфраструктуры, которая помогла привлечь на остров необходимые инвестиции из других стран. Все это привело к тому, что доходы от туристической отрасли превысили традиционные экспортные отрасли Кубы — производство сахара, рома, сигар, фруктов и рыболовство.
Большинство туристов, посещающих Кубу, приезжают из Канады и стран Европы. Основная туристическая инфраструктура (отели, пляжи, рестораны и т. д.) сосредоточена вокруг Варадеро, Кайо-Коко, Ольгина, а также в столице государства — Гаване.

## История

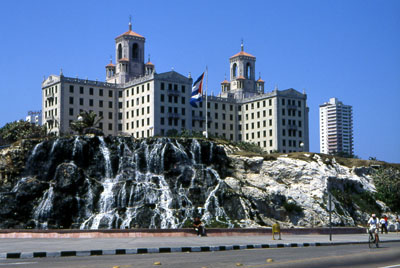
Отель Насьональ в гаванском районе Ведадо. В своё время здесь останавливались Эрнест Хемингуэй, Уинстон Черчилль и Френк Синатра

Куба привлекала туристов с начала XX века. В период между 1915 по 1930 год, Гавана принимала туристов больше, чем любой другой город Карибского бассейна. Такой значительный приток отдыхающих был связан с близостью острова к США, где в то время действовал «сухой закон», на Кубе же можно было провести досуг без подобных ограничений.
Однако Великая депрессия 1930-х годов и Вторая мировая война снизили количество приезжающих на остров, а вместе с ними и финансовые поступления в экономику страны. Лишь в 1950-х годах Куба начала восстанавливать свой туристический потенциал. Американская организованная преступность воспользовалась этой возможностью и взяла под свой контроль большую часть кубинской индустрии отдыха и развлечений. К середине 1950-х Гавана стала одним из основных рынков сбыта наркотиков, а также перевалочной базой для торговли ими в США. При этом количество туристов ежегодно возрастало на 5—8 %. Столица Кубы получила неофициальное прозвище «Латиноамериканский Лас-Вегас».

### 1959—1991
Сразу же после вступления в должность новоизбранного президента Кубы Мануэля Уррутиа в 1959 году были закрыты почти все казино, бары и прочие увеселительные заведений, рассчитанные на туристов и отдыхающих, но и связанных при этом с мафией, наркотиками и проституцией.
21 апреля 1959 года правительство национализировало частные пляжи (посещение которых для кубинцев с этого времени стало бесплатным).
В ответ, во второй половине 1959 года правительство США начало «экономическую войну» против Кубы — в одностороннем порядке были разорваны торговые соглашения 1902 года и 1934 года, были введены запреты на предоставление кредитов и займов, введены экономические санкции.
В 1960 году был создан Институт туризма (INTUR).
10 октября 1960 года правительство США установило полное эмбарго на поставки Кубе любых товаров (за исключением продуктов питания и медикаментов).
В январе 1961 года американцы, которые составляли до 80 % отдыхающих, сократили свои поездки на остров, где к власти пришёл Фидель Кастро. А государственный департамент США объявил туризм на Кубе противоречащим внешней политике и национальным интересам США.
В условиях экономических санкций со стороны США значение туристической отрасли в 1960-е — 1980-е годы в экономике страны снизилось.
После победы на президентских выборах 3 ноября 1970 года в Чили Сальвадор Альенде отказался от участия в торгово-экономической блокаде Кубы и начал развивать с ней отношения, однако в сентябре 1973 года при поддержке США в Чили произошёл военный переворот, в ходе которого Альенде и ряд его сторонников были убиты, а хунта генерала А. Пиночета разорвала отношения с Кубой. 29 июля 1975 года на 16-м консультативном заседании Организация американских государств отменила свои санкции против Кубы (введённые в июле 1964 года под давлением США).
8 августа 1978 года в Праге было подписано соглашение о безвизовых поездках между ЧССР и Кубой (вступившее в силу и начавшее действовать с 22 ноября 1978 года).
Летом 1979 года, после победы Сандинистской революции в Никарагуа, новое правительство страны также отказалось от участия в экономической блокаде Кубы, восстановило дипломатические и торговые отношения. После этого на учёбу на Кубу было отправлено некоторое количество никарагуанских студентов.
В 1980 году Кубу посетили свыше 100 тысяч иностранных туристов, в 1982 году - свыше 200 тыс. иностранных туристов.
11 января 1983 года дипломатические отношения с Кубой восстановила Боливия и в 1983 году Кубу посетили уже свыше 200 тыс. иностранных туристов.
В январе 1983 года с целью развития внутреннего туризма была создана организация любителей туризма.
В ноябре 1984 года начала работу авиалиния, обеспечивающая доставку на Кубу туристов из ФРГ.
В 1985 году доходы от иностранного туризма составили 87,3 млн долларов США. 
В 1986 году Кубу посетили 240 тыс. иностранных туристов, 
в 1987 году - 179,7 тыс. иностранных туристов. 
В 1988 году Кубу посетили 193,2 тыс. иностранных туристов, доходы составили 125 млн долларов США.

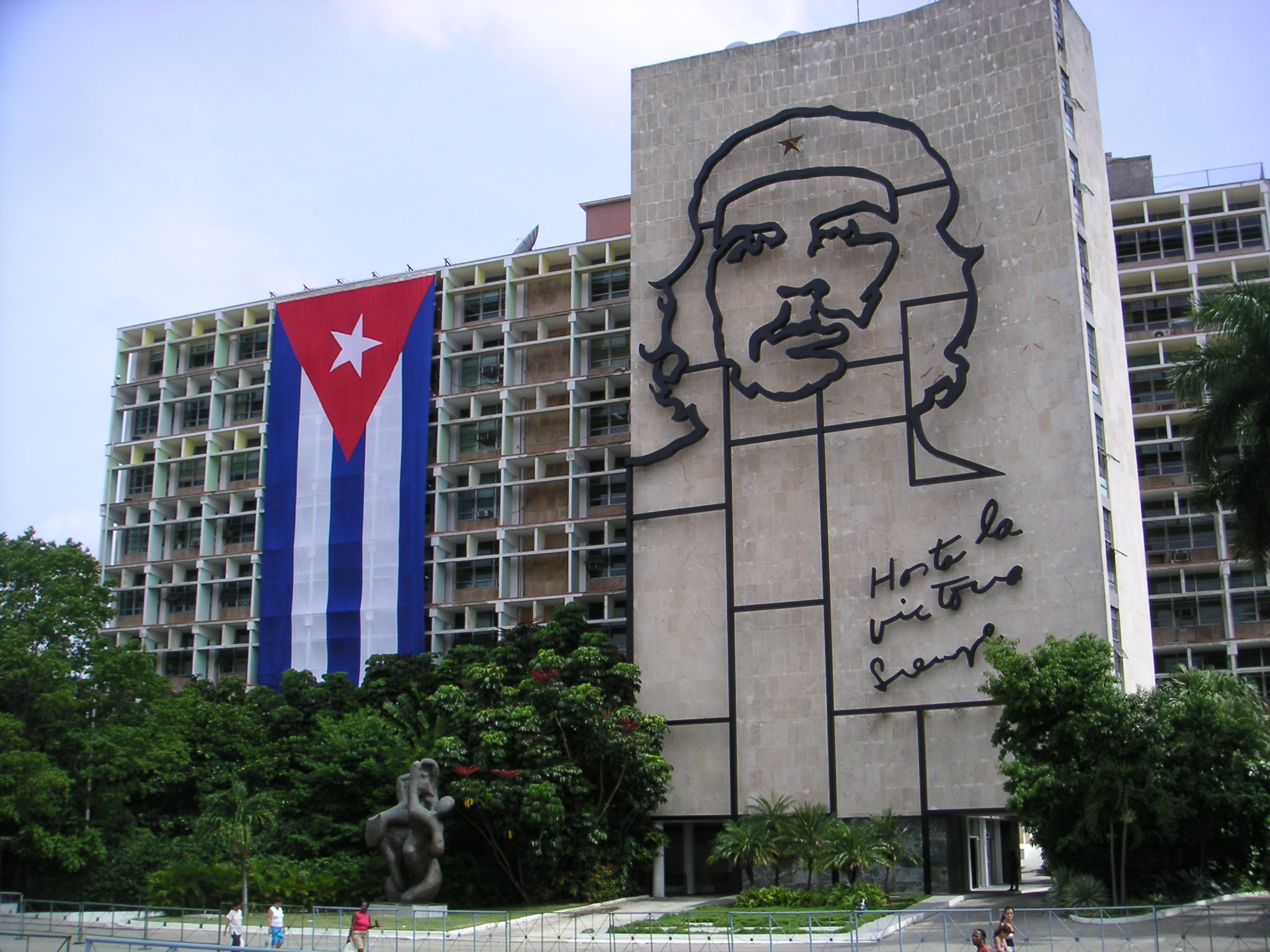
Скульптурная композиция Эрнесто Че Гевары на фоне здание МВД на площади Революции

### После 1991
Распад СССР и последовавшее разрушение торгово-экономических и технических связей привело к ухудшению состояния экономики Кубы в период после 1991 года. Правительством Кубы был принят пакет антикризисных реформ, введён режим экономии. Основой экономики в начале 1990-х вновь стала сахарная промышленность. В этих условиях, в 1991 году была принята программа развития туризма, который уже к 1993 году стал второй (после сахарной промышленности) отраслью экономики по объёмам поступлений в бюджет страны и основным источником иностранных инвестиций (в 1991—1993 гг. в туристическую отрасль были вложены 400 млн долларов из 500 млн общего объёма иностранных инвестиций в экономику Кубы в данный период).
В июне 1992 года Куба стала членом международной организации «Caribbean Tourism Organization», объединяющей страны Карибского моря.
Туристическая инфраструктура стала вновь ориентироваться на удовлетворение спроса отдыхающих из Канады и Европы.
В 1994 году было создано Министерство по туризму, а правительство направило значительные средства на поддержку этой отрасли.
В 1995 году доходы от туризма превысили прибыль сахарных заводов.
4 сентября 1997 года в четырёх отелях Гаваны («Hotel Capri», «Hotel Nacional de Cuba», «Meliá Cohiba Hotel» и «Бодегита дель медио») через одинаковые промежутки времени сработали взрывные устройства, в результате был убит один (приехавший на Кубу туристом итальянский бизнесмен Фабио ли Сельма) и ранены ещё 11 человек. После поиска преступника с собаками-ищейками, был задержан террорист — гражданин Сальвадора Raul Ernesto Cruz Leon, приехавший на остров под видом туриста с целью сорвать туристический сезон.
В период между 1990 и 2000 гг. на развитие рекреации было потрачено более 3,5 млрд долларов. Количество номеров в отелях увеличилось с 12 до 35 тыс., при этом кубинские курорты приняли около 10 млн человек.
В 2000 году Кубу посетили 1 773 986 иностранных граждан, доходы от туризма составили 1,7 млрд долларов США.
В январе 2006 года был подписан пакет документов о развитии сотрудничества между Кубой и Ираном (в том числе, в сфере торговли и туризма). 
В 2007 году правительство Кубы выделило свыше 185 млн долларов на реконструкцию 200 объектов туристической инфраструктуры — парков, отелей, яхт- и гольф-клубов; в рамках программы по развитию туризма на острове планируется открыть более 30 отелей на 10 тысяч дополнительных гостиничных номеров.
Начавшаяся в марте 2009 года в Мексике эпидемия "свиного гриппа" стала причиной введения запрета на туристические и иные поездки из Кубы в Мексику и из Мексики на Кубу, введенного правительством Кубы в апреле 2009 года (после окончания эпидемии ограничения были отменены).
В 2010 году США стала второй после Канады страной по количеству туристов, в этом году Кубу посетили более 350 тысяч граждан США. При этом официальная статистика показала прибытие всего лишь 63 тыс. человек — во избежание запрета, американцы прибывают на Кубу через третьи страны, чаще всего через Мексику и Канаду. При этом сотрудники кубинской иммиграционной службы не ставят им соответствующие штампы в паспорте.
В 2012 году Кубу посетило 2,7 млн иностранных туристов.
16 декабря 2015 года было подписано межправительственное соглашение о краткосрочных безвизовых поездках граждан Казахстана и Кубы (с целью увеличения туристических поездок между странами). В 2015 году Кубу посетили 3,5 млн иностранных туристов.
В 2016 году страну посетили 4,5 млн. туристов (рекордное количество в истории острова), однако в 2017 году положение осложнил ураган "Ирма" (который нанес ущерб туристической инфраструктуре в нескольких провинциях).
22 мая 2018 года было заключено соглашение об увеличении срока безвизового режима между Россией и Кубой с 30 до 90 дней. В 2018 году доходы от туризма составили 3,3 млрд. долларов США.
Распространившаяся в марте 2020 года на Кубу эпидемия COVID-19 и введённый в стране карантин осложнили положение в отрасли. Только в начале сентября 2020 года в страну на авиалайнере прибыли первые 104 иностранных туриста из Канады, к 10 декабря 2020 в страну прибыло свыше 7000 иностранных туристов.
Сегодня Куба принимает туристов со всего мира — из Канады (600 тыс.), Германии (115 тыс.), Великобритании (200 тыс.), Испании (150 тыс.), а также из Италии, Франции и Мексики. Также остров посещают граждане США, несмотря на официальный запрет своего правительства.

## Достопримечательности и инфраструктура
Куба привлекает путешественников своими богатыми природными рекреационными ресурсами — разнообразием ландшафта, земных и водных экосистем. Также, дополнительным фактором популярности кубинских курортов являются комфортные климатические условия: среднегодовая температура воздуха и воды на побережье составляет 22-25 °C, а относительная влажность воздуха равна 80 %; количество солнечных дней в году превышает 300.
В связи с этим, основные объекты туристической инфраструктуры расположены в прибрежной зоне, на пляжах и небольших островах. Среди основных морских курортов выделяются Кайо-Коко и Варадеро, где развивается пляжный туризм, а также дайвинг и активные виды отдыха на воде.
Также, в число природных достопримечательностей входят особо охраняемые природные территории: 
биосферные заповедники Сьерра-дель-Росарио и Гуанаакабибес; 
природные парки Бахиа-де-Наранхо и Ла-Менсура и Баконао; 
национальный парк Сьерра-Маэстра и парк «Александр Гумбольдт»; заповедники Эль-Кабо, Купелль и Сан-Фелипе; 
морской парк Пунта-Франсес и т. д.

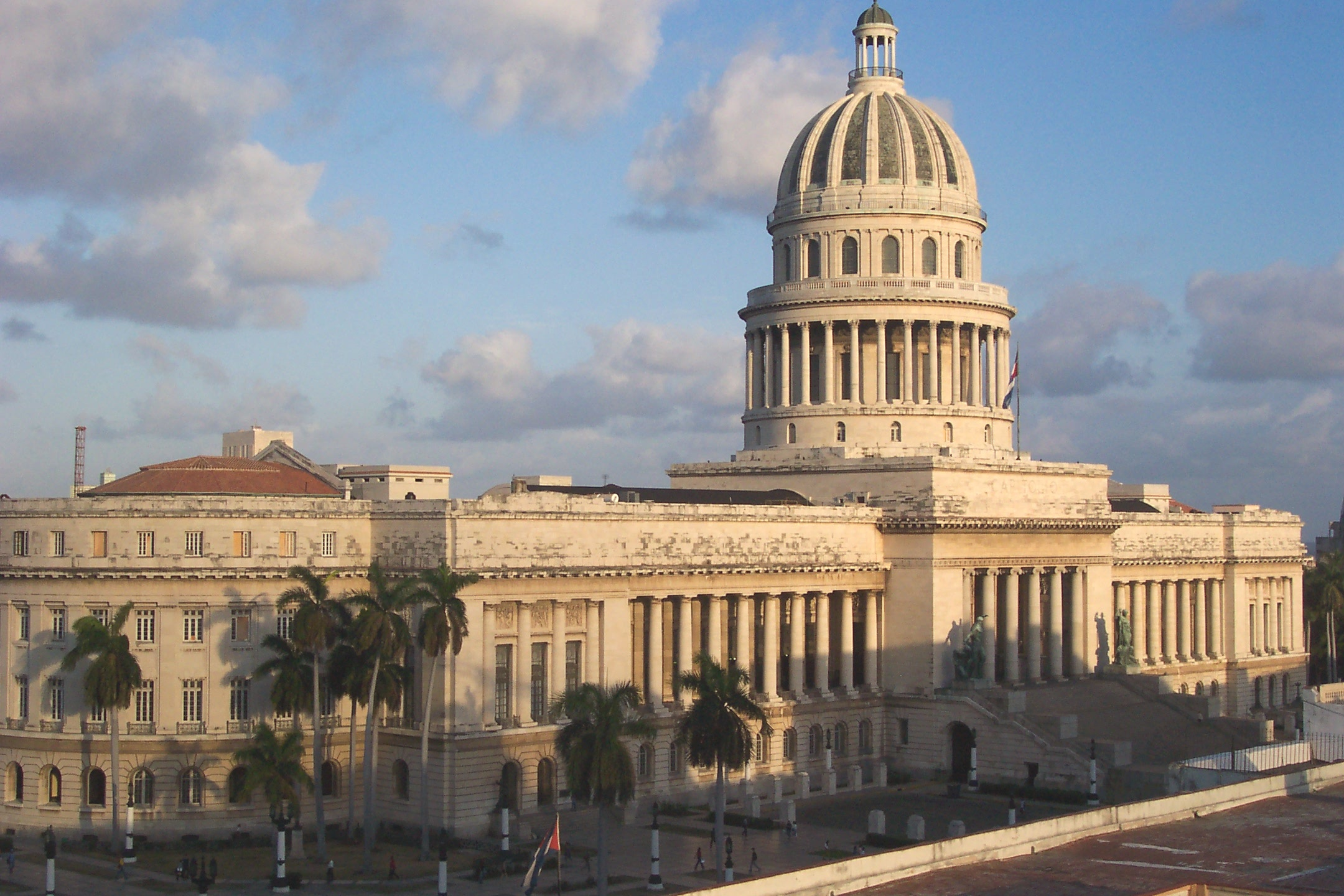
Капитолий в центре Гаваны

Кроме природных рекреационных ресурсов туристам интересны историко-культурные достопримечательности. В большинстве своём они относятся к колониальному периоду и расположены в крупнейших городах страны — Гаване, Матансасе, Сьенфуэгосе, Ольгине, Сантьяго-де-Куба, Санта-Кларе. Основные архитектурные памятники — Капитолий, Кафедральный собор Гаваны, Ла-Кабанья, крепость Ла-Фуэрса, монастырь Санта-Клара, собор Непорочного Зачатия.
В стране расположено множество музеев: Национальный, Колониальный, Музей антропологии, Музей Революции, Музей керамики, Наполеоновский музей, Музей декоративного искусства, Этнологический музей. Представляют интерес Музей борьбы с неграмотностью, дом-музей Эрнеста Хемингуэя.

## Оздоровительный туризм
Кроме традиционных видов рекреации и отдыха, Куба развивает направление оздоровительного туризма. За последние 20 лет значительно увеличилось количество приезжающих на остров в целях лечения и укрепления здоровья, а финансовые поступления от этой сферы экономики выросло до 40 млн долларов в год. Куба предлагает услуги по лечению неврологических расстройств (болезни Альцгеймера и Паркинсона), а также развивает хирургию глаза.

## Иностранные инвестиции

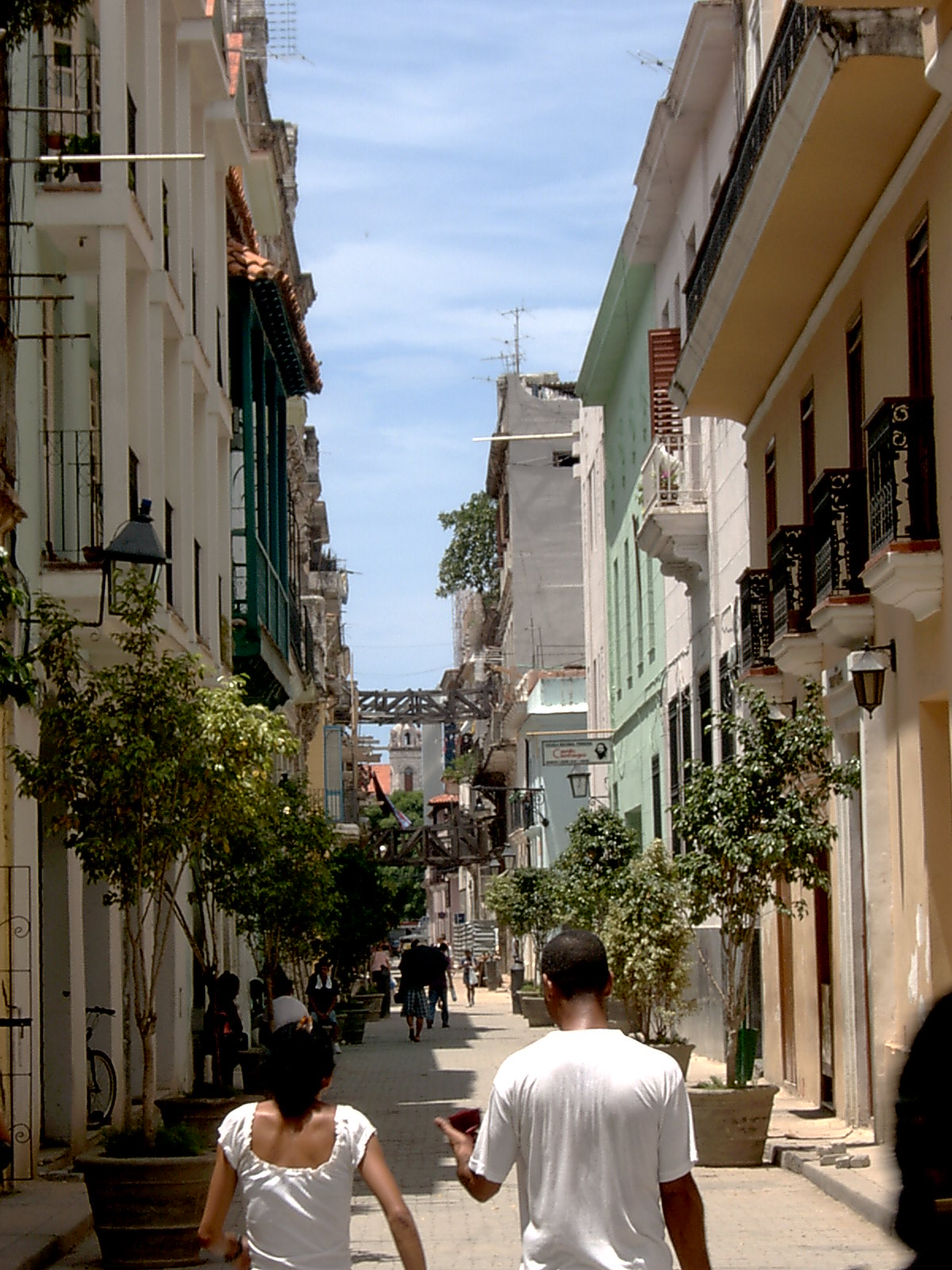
Одна из улочек Старой Гаваны

Количество иностранных инвестиций в кубинскую туристическую отрасль неуклонно возрастает, что стало возможным после ряда политических решений руководства страны по допуску капитала на Кубу. К концу 1990-х годов на острове работало 25 совместных венчурных компаний с участием иностранного капитала. Некоторые реформы, коснувшиеся плановой экономики, государственного вмешательства и кадрового вопроса позволили привнести в туризм часть капиталистических методов управления.
В 1991 году Фидель Кастро заявил: «В условиях такой небольшой страны, как Куба … очень трудно развиваться … опираясь лишь на собственные ресурсы. Именно по этой причине у нас нет альтернативы, как сотрудничать с иностранными предприятиями, которые могут предоставить необходимые инвестиции, технологии и рынки сбыта».
Однако, руководство Кубы выразило уверенность и в том, что несмотря на влияние «капиталистической идеологии», социализм будет превалировать как на Кубе и во всеобщей «битве идей».

## Туризм и окружающая среда
Кубинское правительство объявило о гарантиях по защите окружающей среды от негативного влияния туристической индустрии. В соответствии с местными законами, новые туристические объекты и сопутствующая инфраструктура должны возводиться с учётом минимального вреда на экологическое состояние природы. В 1994 году было создано Министерство науки, технологии и окружающей среды (CITMA), а в 1997 году Национальное собрание приняло законопроект об охране окружающей среды.
Также, для исполнения природоохранного законодательства принят ряд постановлений и резолюций, которые регулируют развитие туристической отрасли. При этом, особое значение имеет декрет-закон № 212 об управлении прибрежной зоной, устанавливающий требования к строительству на побережье. Решение CITMA 77/99 требует от застройщиков тщательной оценки экологических рисков, а также объявляет о необходимости лицензирования.

## Роль туризма в жизни кубинцев

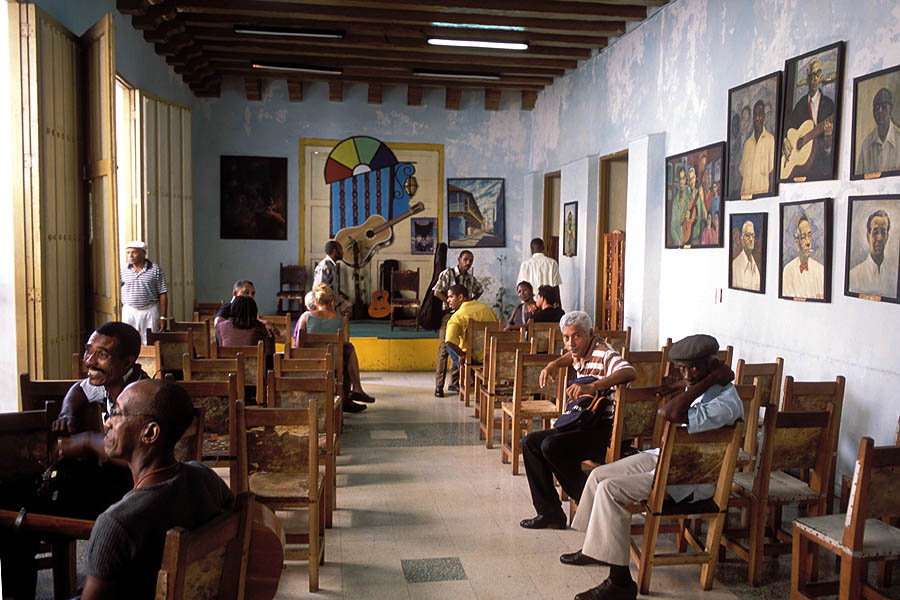
Музыкальное кафе в городе Сантьяго-де-Куба

На Кубе существует два «параллельных» общества: часть жителей острова постоянно контактирует с иностранными туристами, и вследствие чего их финансовое благополучие, по сравнению с рабочими промышленных и сельскохозяйственных предприятий, намного выше. Так, одними из самых востребованных профессий среди кубинцев стали портье, музыканты, официанты и водители такси, которые могут рассчитывать на чаевые в долларах. Суммы, которые получают кубинцы, так или иначе задействованные в туризме, в десятки раз больше, чем официальная зарплата от правительства.
Сами же туристы, фактически отделены от жителей Кубы — отели, пляжи и развлекательные объекты находятся в небольших анклавах, куда доступ простым кубинцам ограничен. До 1997 года контакты граждан страны с иностранными туристами де-факто были запрещены. Однако, перед визитом Папы римского[когда?], а также под давлением международных организаций по защите прав человека, правительство несколько ослабило свои запреты.
Ограничительная политика против кубинцев была отменена в марте 2008 года, когда некоторые отели стали открытыми и для своих граждан, а ранее запретные зоны, вроде Кайо-Коко, перестали быть таковыми.